# 霍厄万德山麓赫夫莱恩
霍厄万德山麓赫夫莱恩是奥地利下奥地利州诺因基兴县的一个市镇。总面积8.94平方公里，总人口807人，人口密度90.3人/平方公里（2005年）。